# Anopheles domicola
Anopheles domicola este o specie de țânțari din genul Anopheles, descrisă de Edwards în anul 1916. Conform Catalogue of Life specia Anopheles domicola nu are subspecii cunoscute.